# Abel Ruiz Ortega
Abel Ruiz Ortega (Almussafes, 28 de gener de 2000) és un futbolista valencià que juga com a davanter al Girona FC. Ha estat internacional amb la selecció espanyola.
L'abril de 2017, va esdevenir el primer jugador nascut després del 2000 en debutar a les categories professionals del FC Barcelona.

## Trajectòria

### FC Barcelona
Va fitxar per les categories inferiors del FC Barcelona l'any 2012, procedent del València CF. El 21 de novembre de 2016, renovà el seu contracte amb el club fins al 2019.
El 9 d'abril de 2017, encara en edat juvenil, Ruiz va debutar amb el FC Barcelona B, substituint Jesús Alfaro en una victòria a casa per 2-0 davant del CF Badalona a Segona Divisió B. El seu debut en categoria professional es va produir el 28 d'agost d'aquest mateix any, substituint David Concha en una derrota per 0-3 enfront del CD Tenerife de Segona Divisió. Quatre dies més tard va marcar el seu primer gol com a professional en un empat a 2 contra el Granada CF.
Va formar part de l'equip que va guanyar la segona Lliga Juvenil de la UEFA pel Barça, la temporada 2017-18, en una final contra el Chelsea FC.
Va debutar amb el primer equip del FC Barcelona el 7 de març de 2018, a la final de la Supercopa de Catalunya contra el RCD Espanyol, que el seu equip va guanyar després de marcar Abel l'últim penal de la tanda. El 6 de març de 2019 va disputar amb el primer equip del Barça la final de la Supercopa de Catalunya, entrant com a suplent a la segona part.
El 13 de maig de 2019 va debutar amb el Barça en lliga, quan va jugar 21 minuts contra el Getafe CF al Camp Nou, després de substituir Philippe Coutinho a la segona part. Fou així el setè jugador del planter que debutava en lliga aquella temporada, a les ordres d'Ernesto Valverde.

### Braga
El 31 de gener de 2020, Ruiz va fitxar pel SC Braga  portuguès cedit per la resta de la temporada, amb una compra obligatòria per 8 milions d'euros i una clàusula de recompra. Va debutar el 20 de febrer a l'anada dels setzens de final de la Lliga Europa de la UEFA contra el Rangers FC, com a titular i marcant en una derrota per 3-2. Amb un total de vuit aparicions durant la temporada, va marcar el seu primer gol a la Primeira Liga el 4 de juliol poc després d'entrar en una victòria per 4-0 a casa contra el Aves.
Ruiz va ser el màxim golejador de la Taça de Portugal que el Braga la va guanyar la temporada 2020–21, aportant set gols en els mateixos partits. Això va incloure un doblet en una victòria per 3-2 fora de casa contra el FC Porto a les semifinals.
A la Lliga Europa de la UEFA 2021–22, Ruiz va marcar en ambdós partita d'una victòria per 3–1 en el global contra l'aS Monaco a l'eliminatòria de vuitens de final. Va marcar l'únic gol del partit en el següent partit contra els Rangers, tot i que els escocesos van guanyar per 3-2 en el global després de la pròrroga.

### Girona
El 27 de juny de 2024 s'anuncia el seu fitxatge pel Girona Futbol Club fins al 2029.

## Palmarès
FC Barcelona juvenil
- Lliga Juvenil de la UEFA: 2017–18[20]

FC Barcelona
- 1 Lliga espanyola: 2018-19

SC Braga
- 1 Copa portuguesa: 2020-21
- 1 Copa de la lliga portuguesa: 2023-24

Selecció espanyola
- 1 Medalla d'or en els Jocs Olímpics: 2024[21]
- 1 Jocs Mediterranis: 2018
- 1 Campionat d'Europa sub-19: 2019
- 1 Campionat d'Europa sub-17: 2017